# Obcina, Suceava
Obcina este un sat în comuna Fundu Moldovei din județul Suceava, Bucovina, România.